# Båtskären, Nagu
Båtskären är öar nära Borstö i Nagu,  Finland. De ligger i Skärgårdshavet i Pargas stad i landskapet Egentliga Finland, i den sydvästra delen av landet. Öarna ligger omkring 3 kilometer sydost om Borstö, 39 kilometer söder om Nagu kyrka, 69 kilometer söder om Åbo och omkring 170 kilometer väster om Helsingfors. Närmaste allmänna förbindelse är förbindelsebryggan vid Borstö som trafikeras av M/S Nordep. Båtskären ligger 6 meter över havet. 
Arean för den av öarna koordinaterna pekar på är 2,8 hektar och dess största längd är 260 meter i nord-sydlig riktning.